# كتلة حقيقية
إن مصطلح الكتلة الحقيقية (بالإنجليزية: True mass)‏ هو مرادف للمصطلح الكتلة، لكنها تُستعمل في علم الفلك للتفريق بين كتلة الكوكب المقاسة عن الحد الأدنى للكتلة التي يمكن الحصول عليها من تقنية السرعة الشعاعية. الطرق التي تستعمل لتحديد الكتلة الحقيقية لكوكب هي قياس المسافة وفترة لواحدة من أقمارها الصناعية، والتقنيات الفلكية المتقدمة تكون باستعمال حركة الكواكب الأخرى في نفس النظام النجمي، وجمع تقنيات السرعة الشعاعية مع الملاحظات العابرة (التي تشير إلى التوجهات المدارية المنخفضة جداً)، وجمع تقنيات السرعة الشعاعية مع قياسات اختلافية المنظر (التي تحدد أيضاً التوجهات المدارية).